# بيستيل
بيستيل هي إحدى مدن هايتي، يبلغ عدد سكانها 36,138 نسمة  حسب إحصائيات 7 أغسطس 2003. يبلغ ارتفاع المدينة عن سطح البحر قرابة 31 متر.